# Pallastica sericeofasciata
Pallastica sericeofasciata is een vlinder uit de familie spinners (Lasiocampidae). De wetenschappelijke naam van deze soort is voor het eerst geldig gepubliceerd in 1921 door Aurivillius.
De soort komt voor in tropisch Afrika.